# Harvey (film)
Harvey – amerykański film z 1950 roku. Opowiada o człowieku, którego najlepszym przyjacielem jest wysoki na sześć stóp oraz trzy i pół cala królik.
Film powstał na podstawie sztuki Mary Chase, zdobywczyni nagrody Pulitzera za najlepszy dramat pod tym samym tytułem, reżyserował go Henry Koster. W rolach głównych wystąpili James Stewart oraz Josephine Hull.

## Obsada
- James Stewart jako Elwood P. Dowd
- Josephine Hull jako Veta Louise Simmons
- Peggy Dow jako panna Kelly
- Charles Drake jako doktor Lyman Sanderson
- Cecil Kellaway jako doktor Willie Chumley
- William H. Lynn jako sędzia Gaffney
- Victoria Horne jako Myrtle Mae Simmons
- Jesse White jako Marvin Wilson
- Wallace Ford jako kierowca taksówki
- Nana Bryant jako pani Chumley
- Grayce Mills jako pani Chauvenet
- Harvey jako on sam